# Nikolai Serafimowitsch Baschukow
Nikolai Serafimowitsch Baschukow (russisch Николай Серафимович Бажуков; * 23. Juli 1953 in Troizko-Petschorsk, ASSR der Komi, Russische SFSR, UdSSR) ist ein ehemaliger Skilangläufer, der in den 1970er und frühen 1980er Jahren für die Sowjetunion startete.

## Werdegang
Baschukow trat international erstmals bei den Europa-Juniorenmeisterschaften 1973 in Kawgolowo in Erscheinung. Dort gewann er die Bronzemedaille über 15 km und die Goldmedaille mit der Staffel. Bei den Olympischen Winterspielen 1976 in Innsbruck wurde Olympiasieger über 15 km. Außerdem gewann er dort Bronze mit der sowjetischen 4-mal-10-Kilometer-Staffel und errang über 30 km den fünften Platz. Im Jahr 1977 siegte er bei den Lahti Ski Games und bei den Svenska Skidspelen jeweils mit der Staffel. Bei den Nordischen Skiweltmeisterschaften 1978 in Lahti wurde er jeweils Neunter über 15 km und 50 km. Zwei Jahre später holte er bei den Olympischen Winterspielen 1980 mit der Staffel die Goldmedaille. Zudem errang er dort den 14. Platz über 30 km. Bei den sowjetischen Meisterschaften siegte Baschukow fünfmal mit der Staffel (1974, 1977–1979, 1981) und zweimal über 15 km (1976, 1983).